# 舩曵寛眞
舩曵 寛眞（ふなびき ひろみ、1933年（昭和8年）4月1日 - ）は岡山県出身の実業家。 
日本エアシステム社長時に日本航空との合併を果たし、現在は日本航空名誉顧問。その他、定期航空協会会長等も務めた。
- 1957年 - 明治大学商学部卒業、東京急行電鉄入社
- 1971年 - 東亜国内航空（日本エアシステム）へ出向
- 1995年 - 日本エアシステム代表取締役社長
- 2002年 - 日本航空と日本エアシステムによる共同持株会社（日本航空システム）の設立に伴い、同社代表取締役会長に就任
- 2005年 - 日本航空名誉顧問
- 2005年 - アグリライフ株式会社（ＨＰ）を設立。同社代表取締役に就任